# Dura Europos
Dura Europos (en grec antic Δοῦρα Εὐρωπός) era una ciutat al nord de Mesopotàmia, no lluny de l'Eufrates i al costat de Circèsion, on segons Zòsim es va erigir un monument militar en honor de l'emperador Gordià III. Però, segons Ammià Marcel·lí, la tomba de Gordià es trobava a Zaithu (l'Olivera), a uns quants quilòmetres de distància. L'historiador Eutropi i Rufus Fest Aviè afirmen que aquest monument es trobava a vint-mil passos de Circèsion.
Isidor de Carax diu que els macedonis van construir Dura, entre l'any 300 i el 280 aC, i la van anomenar Dura Europos (Dura significa 'fortalesa' en llengua semita, és a dir, 'fortalesa d'Europos'), en memòria de la ciutat de Macedònia on va néixer Seleuc I Nicàtor, i era part d'una cadena de fortaleses defensives i que controlaven l'accés als camins cap a Apamea i Selèucia del Tigris. Es va anomenar després Dura Nicanoris ('Fortalesa de Nicànor'), probablement en morir Seleuc, però el nom no va arrelar.
Els romans la van conquerir a partir del 65 aC. En ser una fortalesa a la frontera amb els parts, aquests la van ocupar, però els romans la van recuperar l'any 165. A la meitat del segle següent depenia de Palmira. Els sassànides la van conquerir el 256 i els romans la van abandonar. En quedar despoblada, el desert la va cobrir d'arena.
Les seves restes les va descobrir un soldat britànic que cavava trinxeres durant la Primera Guerra mundial, i l'any 1928 van començar les primeres excavacions. S'hi han trobat temples grecs, romans i palmirens, i el més antic dels establiments de culte cristià identificat en tot el món, tot molt ben conservat per l'arena.